# Técnicas do judô

## Técnicas
- Te-waza (técnicas de mão, 手技)
- Koshi-waza (técnicas de quadril, 腰技)
- Ashi-waza (técnicas de pé ou perna, 足技)
- Sutemi-waza (técnicas de sacrifício, 捨身技)
- Ma-sutemi-waza (técnicas de sacrifício real, 真捨身技)
- Yoko-sutemi-waza (técnicas de sacrifício lateral, 橫捨身技)
- Katame-waza (técnicas de domínio, 固め技)
- Osaekomi-waza ou osae-waza (técnicas de imobilização, 押込技)
- Shime-waza (técnicas de estrangulamento, 絞技)
- Kansetsu-waza (técnicas de articulação, 関節技)

### Técnicas de projeção (nage-waza)
Nage-waza (em japonês:  投げ技) é o conjunto de técnicas que, engloba outras técnicas de projeção e/ou arremesso do adversário.
As técnicas de nage-waza são normalmente ensinadas em cinco fases, conhecidas por go-kyo-no-waza. Essas fases começam pelas técnicas básicas, prosseguindo até as mais avançadas.

#### Gokyo-no-waza (versão 1934)
| Dai-ikyo - De-ashi-barai - Hiza-guruma - Sassae-tsurikomi-ashi - Uki-goshi - O-soto-gari - O-goshi - O-uchi-gari - Seoi-nage | Dai-nikyo - Ko-soto-gari - Kouchi-gari - Koshi-guruma - Tsuri-komi-goshi - Okuri-ashi-barai - Tai-otoshi - Harai-goshi - Uchi-mata | Dai-sankyo - Kosoto-gake - Tsuri-goshi - Yoko-otoshi - Ashi-guruma - Hane-goshi - Harai-tsurikomi-ashi - Tomoe-nage - Kata-guruma | Dai-yonkyo - Sumi-gaeshi - Tani-otoshi - Hane-makikomi - Sukui-nage - Utsuri-goshi - O-guruma - Soto-makikomi - Uki-otoshi | Dai-gokyo - O-soto-guruma - Uki-waza - Yoko-wakare - Yoko-guruma - Ushiro-goshi - Ura-nage - Sumi-otoshi - Yoko-gake |

#### Outras waza
| - Obi-Otoshi - Seoi-Otoshi - Yama-Arashi - Osoto-Otoshi | - Daki-Wakare - Hikikomi-Gaeshi - Tawara-Gaeshi - Uchi-Makikomi |

| - Morote-Gari - Kuchiki-Taoshi - Kibisu-Gaeshi - Uchi-Mata-Sukashi - Daki-Age - Não aceita pela Kodokan. - Tsubame-Gaeshi - Kouchi-Gaeshi - Ouchi-Gaeshi - Osoto-Gaeshi - Harai-Goshi-Gaeshi | - Nage-waza (técnicas de arremesso, 投げ技) - Tachi-waza (técnicas em pé) - Te-waza (técnicas de mão, 手技) - Koshi-waza (técnicas de quadril, 腰技) - Ashi-waza (técnicas de pé ou perna, 足技) - Sutemi-waza (técnicas de sacrifício, 捨身技) - Ma-sutemi-waza (técnicas de sacrifício real, 真捨身技) - Yoko-sutemi-waza (técnicas de sacrifício lateral, 橫捨身技) - Katame-waza (técnicas de domínio, 固め技) - Osae-komi-waza ou osae-waza (técnicas de imobilização, 押込技) - Shime-waza (técnicas de estrangulamento, 絞技) - Kansetsu-waza (técnicas de articulação, 関節技) |

### Técnicas de domínio (katame-waza)

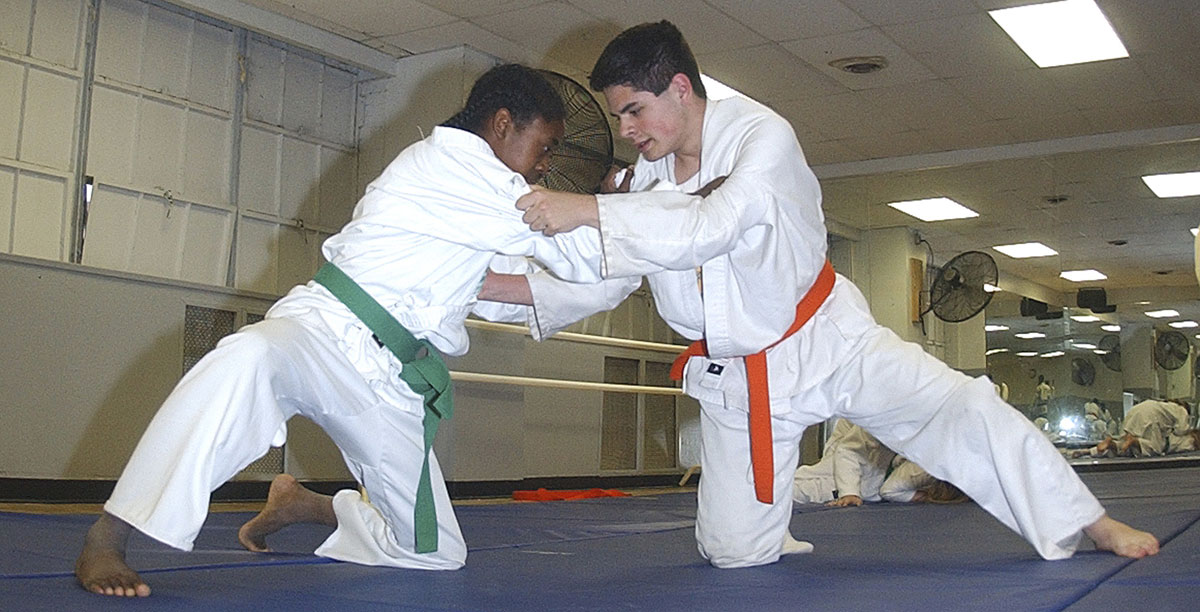
Técnica de katame-waza ou ne-waza.

As técnicas de domínio são chamadas de Katame-waza, geralmente são feitas no solo, porém podem ser feitas também em pé, são um grupo composto que incluem técnicas de imobilizações (osaekomi-waza), técnicas de estrangulamentos (shime-waza) e técnicas de articulação (kansetsu-waza). 
Quando qualquer técnica é feita no solo, é chamada de ne-waza.  
As técnicas de arremesso e as técnicas de domínio no solo são inseparáveis, ambas trabalham juntas auxiliando uma a outra para decidir uma vitória ou uma derrota, sendo katame-waza as seqüências de um arremesso, assim as técnicas de nage-waza possuem um grande poder. A melhor e mais correta ordem a seguir no aprendizado das técnicas de domínio no solo é começar com as imobilizações, seguindo com os estrangulamentos e terminando com as técnicas de articulações. 
Esforce-se primeiramente no conhecimento das técnicas de imobilização até que os movimentos principais façam parte da reação natural do seu corpo. Esta é a maneira mais eficaz e o caminho mais rápido para progredir nas técnicas de domínio no solo. Desenvolva o seu corpo forte e flexível e um espírito de perseverança.

### Técnicas de amortecimento de quedas (ukemi-waza)
O equilíbrio é a lei primordial que rege o judô. Assim quando se perde o equilíbrio sujeita-se a quedas. E, como é natural, se não soubermos 
Para evitar isso existe o que chamamos ukemi-no-waza. Saber cair é a base indiscutível das projeções. É necessário um treino metódico e perseverante, para vencer o medo da queda. Essa superação nos permite progredir nos conhecimentos do judô. Assim teremos um espírito aberto para ataque e defesa, aplicando os movimentos com rapidez e precisão. As direções fundamentais para ukemi são:
- Ushiro-ukemi – queda para trás;
- Mae-ukemi – queda para frente;
- Yoko-ukemi – queda lateral, para esquerda ou direita (migui e hidari);
- Zenpo-kaiten-ukemi – rolamento para frente;
- Outen-ukemi - rolamento para o lado.

### Técnicas de pegada (kumi-kata)
Para uma eficiente aplicação das técnicas, o judoca deverá procurar a posição adequada, normal ou momentânea, de acordo com o transcorrer da luta, podendo ser natural ou autodefesa. A mão que segura a lapela é chamada de tsurite e a mão segura a manga é chamada de hikite.
- Migi ou hidari-shizentai – posição natural à direita ou esquerda: mão direita na lapela esquerda do oponente e mão esquerda na manga direita do oponente. Para posição natural à esquerda, basta inverter a posição.

- Migi ou hidari-jigotai – posição de autodefesa à direita ou esquerda: passa-se a mão direita por baixo do braço esquerdo do oponente e coloca-se nas costas dele, e com a mão esquerda agarra-se a manga direita do oponente puxando o braço dele sob a sua axila esquerda. Para posição de autodefesa à esquerda é só inverter a posição.

Outro aspecto relevante do kumi-kata é relativo a simetria da pegada. Os judocas podem estar realizando a pegada de forma assimétrica, chamada de ai yotsu, ou de forma simétrica, denominada de kenka yotsu. A forma assimétrica é a mais frequente.
Quando em ai yotsu, as mãos direitas do tori e do uke seguram nas golas esquerdas um do outro, enquanto as mãos esquerdas seguram a manga direita do uwagi do adversário. É a postura normal para atletas destros, quando dois atletas canhotos treinam, geralmente, invertem-se as posições das mãos. 
Já em kenka youtsu, enquanto a mão direita do tori segura a gola esquerda do uke, a mão esquerda do uke segura a gola direita do tori. A mão esquerda do tori segura a manga direita do uke e a mão direita do uke segura a manga esquerda do tori. Esta posição espelhada surge quando comumente quando atletas destros enfrentam atletas canhotos.

### Técnicas de movimentação sobre o tatame (shintai)
São as formas corretas de deslocamento sobre o tatame, salientando os seguintes detalhes: andar descontraidamente, mantendo os joelhos e tornozelos flexíveis, sem cruzar os pés. Deslocar-se em todas as direções deslizando os pés, fazendo o contato com o solo com a borda externa da planta dos pés, calcanhares ligeiramente levantados. Acompanhar os passos de seu oponente, se este empurra você recua, se puxa avança. Se o adversário o puxa, não resista mova-se com ele. Do mesmo modo não resista quando empurrado, se resistir o seu corpo torna-se rígido e perde facilmente o equilíbrio. Movendo-se no mesmo sentido do adversário é-lhe mais fácil controlar o corpo dele e desequilibrá-lo.

### Técnicas de esquiva (tai-sabaki)
Para uma eficiente defesa contra as técnicas do adversário, deve-se mover o corpo com a máxima leveza, mantendo-se uma constante posição de equilíbrio. É importante lembrar que um trabalho de pés rápido, mas em perfeita estabilidade, é a base de todos os movimentos do corpo, podemos citar alguns movimentos:
- Migi-mae-sabaki – esquiva à direita para frente;
- Migi-mae-mawari-sabaki – esquiva rodando à direita para frente;
- Hidari-ushiro-sabaki – esquiva à esquerda para trás;
- Hidari-ushiro-mawari-sabaki – esquiva rodando à esquerda para trás.

## Postura (Shinsei)
Shinsei é a posição base para todos os movimentos. Por isso um shinsei correto facilita a rapidez e a precisão na aplicação das técnicas. 
Deve-se adotar sempre o shinsei para que a todo o momento seja possível uma pronta mudança de posição. O peso do corpo é igualmente distribuído por ambos os pés, sobretudo sobre a ponta dos dedos. São as seguintes posições:
- Shizen-hontai – posição natural;
  - Migi-shizentai – posição natural à direita;
  - Hidari-shizentai – posição natural à esquerda;
- Jigo-hontai – posição de defesa;
  - Migi-jigotai – posição de defesa à direita;
  - Hidari-jigotai – posição de defesa à esquerda.

## Fases da Projeção

### Kumikata
Pegada no kimono
Hido quitai

### Kuzushi
Desequilíbrio
- OBS: Aqui entra o happo kuzushi (desequilíbrio para os oito lados)

### Tsukuri
Posição favorável para a projeção

### Kake
Projeção

### Kime
Segurar a manga do judogi após a projeção.
- Essas são a ""Cinco Fases da Projeção""

ALGUNS PRINCÍPIOS PARA ORIENTAÇÃO.
- Deve-se manter o corpo relaxado, proporcionando maior flexibilidade e certa imprevisibilidade frente ao adversário.

- Para manter o equilíbrio flexiona-se os joelhos sem dobrar a cintura, demonstrando confiança. Na dúvida, faça um movimento rápido e decidido.

- Tentativas receosas são inúteis e representam perda de energia.

Portanto estas cinco fases são muito importantes para execução perfeita das técnicas. Elas podem ser observadas no nage-no-kata (formas convencionais de projeção).